# Xã Needham, Quận Johnson, Indiana
Xã Needham (tiếng Anh: Needham Township) là một xã thuộc quận Johnson, tiểu bang Indiana, Hoa Kỳ. Năm 2010, dân số của xã này là 6.511 người.